# 三条陸
三条 陸（さんじょう りく、1964年〈昭和39年〉10月3日 - ）は、日本の漫画原作者・脚本家。大分県出身、東京都品川区育ち。血液型はRh-のAB型。明治大学卒業。複数の別名義を使用して活動もしており、いずれの名義もイニシャルをR・Sで統一している。

## 経歴
大分県で生まれ、2歳頃に家族で神奈川県（東京都品川区付近）に移住し、その後東京都品川区に転居した。子供の頃からウルトラマンや仮面ライダーが好きで、当時の学年誌などに掲載されていた円谷プロのメイキング記事を見て特撮に関わる仕事に憧れ、小学校低学年の頃から「ウルトラマンを作るおじさんになりたい」と言っていた。漫画を描くことが好きで、漫画家にも漠然と憧れていた。周囲の人を笑わせたり楽しませたりするのが大好きで、クラスのムードメーカー的存在であった。
「自分の子どもは大学に行かせたい」と考えた父に大学の付属高校の受験を勧められ、合格した高校の一つである明治大学付属明治高校に進学。高校では最初は美術部に入部し、後からは映画研究会に入部した。得意科目は国語で、試験当日に数十分勉強すれば90点は取ることができた。学校を一日も休まず、卒業式で皆勤賞を受賞した。その後明治大学文学部に進学し、在学中は漫画研究会に在籍。文学部への進学を決めた際には母親に猛反対されたが、普段は厳しい父親が「好きな学部に行かせてやれ」とフォローしてくれた。日本の古典文学を研究するゼミに入り、卒業論文は近松門左衛門をテーマとした。
中学3年生頃からアニメなどのファンサークルに入り、「RH-の椎原」「椎原竜次」名義でアニメや特撮の同人誌の製作に携わり始め、大学時代から後述の「須田留貧」名義を使用するようになった。椎原名義で活動する際は、自身の血液型から取った「RH-」というサインを使用していた。実在の雑誌テレビランドをパロディ化した同人誌『テレビラドン』に宇宙刑事シャリバンの漫画を掲載した際、同作のデザイナーで当時親交のあった野口竜を捩って「のぐち竜次」というペンネームを使用したこともある。
大学在学中に『ホビージャパン』でキャリアを開始し、海洋堂の撮影用キャストキットの素組み、『ウルトラシリーズ』の作品紹介記事や、『ゾイド』のジオラマ模型につける小説などを手掛けた。このときの『ゾイド』の小説が三条陸名義の初仕事となった。
大学卒業後、趣味を通じて知り合った友人と共にシナリオ制作会社十八VAN PLANNING（後のキャラテックス株式会社）を設立し、シナリオ以外にも週刊誌の記事や玩具の企画などを幅広く手掛けた。初期の頃は「三条陸」「須田留貧」名義を事務所のメンバー間で使い回していた。
1986年、メカデザイナーの大畑晃一からの推薦により、OVA『装鬼兵MDガイスト』でアニメ脚本家デビュー。翌年には『コミックボンボン』（講談社）にて、ラジコン漫画『スカイボンバー一直線』の原作者として漫画原作者デビューした。
『月刊OUT』（みのり書房）では須田留貧名義で、誌上企画や投稿欄などを手がけるライターとして活動。その際に同じ雑誌で別の投稿コーナーを担当していた堀井雄二と親交を持った後、『週刊少年ジャンプ』（集英社）関連の仕事を開始。『ファミコン怪盗芸魔団』のメンバーの一人『げ～ま名人』としてゲーム記事（顔出し出演あり）や『聖闘士星矢』『ドラゴンボール』のアニメムック製作に携わる。これが縁で、当時のジャンプ編集の鳥嶋和彦のオファーにより、稲田浩司とのコンビで『DRAGON QUEST -ダイの大冒険-』の原作者となる。三条がドラゴンクエストの漫画原作を手掛けるという話に、堀井雄二も「彼ならいいよ」と快諾したという。『ダイの大冒険』の終了後、複数の漫画原作を手掛け、再び三条は稲田浩司とのコンビで『冒険王ビィト』の連載を開始する。
2005年、『ガイキング LEGEND OF DAIKU-MARYU』に『冒険王ビィト』のデザイン協力の中鶴勝祥に参加依頼があった際、中鶴は断るつもりで「三条さんを呼んで来るならやる」と答えたところこのオファーに三条は快諾、アニメ脚本家のキャリアを復活させる。元々、三条は『ダイの大冒険』連載中に「某ロボットアニメシリーズの2作目」のシリーズ構成のオファーを、『ダイの大冒険』連載のために断った経緯があり、その後、当時大好きだった『ガイキング』の話が来た際には、喜んで受けたという。
2007年、『キューティーハニー THE LIVE』で実写特撮作品に初めて正式に参加。2009年放映の『仮面ライダーW』では、仮面ライダーシリーズ初参加ながらメインライターを務める。同作品を担当した東映プロデューサーの塚田英明との出会いは『魔法戦隊マジレンジャー』の頃からである。
2013年には『獣電戦隊キョウリュウジャー』にて、スーパー戦隊シリーズに初参加。メインライターを務め、通常はサブライターを加えた数人体制で執筆するところを一人で本編全48話に加え劇場版2本を執筆した。これは同シリーズにおいて初のことである。これについて三条は、当初は第18話までと劇場版を連続で執筆することを要望され、『百獣戦隊ガオレンジャー』で武上純希が第18話まで1人で執筆していたことから、第19話まではやろうと考えていたが、その後もプロデューサーに頼まれて執筆し、気がついたら半年がすぎていたという。

## 人物・エピソード
- 身長172cm、体重63kg[29]。
- 好きな食べ物は米[29]。嫌いな食べ物はシイタケ[30]。苦手なものは季節の変わり目[29][31]。
- 先述の『げ～ま名人』としてのプロフィールは、年齢は秘密、趣味はヒンズースクワット、好きなタレントは東千代之介、ライバルはメロリンQ[32]。
- パソコンはマッキントッシュを長年愛用している[33]。
- 父親が1958年の映画『美女と液体人間』にてガソリンを積んだタンクローリーの運転手役で出演しており（ノンクレジット）、高校生の時に父親本人の口からそれを知らされると特撮ファン仲間に自慢しまくっていた[20]。
- 8歳下の弟と11歳下の妹がいる。弟と妹が幼かった頃の幼稚園の送迎やちょっとした身の回りの世話は全て三条が行い、半ば親子のような間柄であった[13]。なお、三条は弟と妹とは別の保育園に通っていた[13]。
- 妻は『月刊OUT』でライターをしていた人物であり[9]、OUTの『ダイの大冒険』特集ページを担当した[34]。馴れ初めは、彼女がOUTでビックリマンの記事を書くために三条の事務所に入ったことだった[9]。1996年頃に男児が誕生している[35]。
- トルネコの大冒険 不思議のダンジョンの早解きキャンペーンの認定証を所持している（先着3000人中2742位）[36]。
- 読売ジャイアンツのファンであり、ジャンプの巻末コメントで度々ジャイアンツ贔屓の発言をしている。

## 作風
- 『獣電戦隊キョウリュウジャー』のチーフプロデューサーを担当した大森敬仁は、プロットや脚本が指定されたページ数通りであり、構成がしっかりしているため大きな直しも無かったと証言している[37]。『キョウリュウジャー』の監督を務めた渡辺勝也も、テーマが明確であり三条自身の見たいものややりたいことが初稿からわかるため、脚本打ち合わせが1回で終わることも何度かあったと述べている[28]。
- また大森は打ち合わせでは、ストーリーから発想するのではなく、キャラクターや武器の登場のさせ方をどうやったら盛り上げられるかというところから発想していったと証言している[37]。
- 『仮面ライダーW』や『獣電戦隊キョウリュウジャー』で監督を務めた柴﨑貴行は、三条の脚本について構成や設定の取り込み方が巧く、戦いの描写にも個々の特性や必殺技が盛り込まれていて撮りやすいと評している[38]。

## 作品リスト

### 漫画
特記なきものは原作として参加。
| 掲載時期                               | 作品タイトル                                         | 名義               | 作画           | 出版社     | 掲載誌                                                | 備考                                                                                   |
| -------------------------------------- | ---------------------------------------------------- | ------------------ | -------------- | ---------- | ----------------------------------------------------- | -------------------------------------------------------------------------------------- |
| 1987年 - 1988年                        | デカトラおやこ                                       | 三条陸             | 神田正宏       | 講談社     | スーパーボンボン                                      |                                                                                        |
| 1987年 - 1988年                        | トップ1                                              | 三条陸             | 岩田和久       | 講談社     | コミックボンボン                                      |                                                                                        |
| 1988年 - 1989年                        | スカイボンバー一直線                                 | 三条陸             | 村上としや     | 講談社     | コミックボンボン                                      |                                                                                        |
| 1989年                                 | 最強 ストロンゲスト                                  | 三条陸             | 佐藤薫         | 集英社     | 週刊少年ジャンプ 増刊1989サマースペシャル             |                                                                                        |
| 1989年 - 1996年                        | DRAGON QUEST -ダイの大冒険-                          | 三条陸             | 稲田浩司       | 集英社     | 週刊少年ジャンプ                                      | ドラゴンクエストシリーズの漫画化作品 監修：堀井雄二                                    |
| 1990年 - 1991年                        | DQI秘伝 竜王バリバリ隊                               | 三条陸             | 稲田浩司       | 集英社     | Vジャンプ                                             | ドラゴンクエストシリーズの漫画化作品 監修：堀井雄二                                    |
| 1991年                                 | あっぱれ!! 明華ノ介                                  | 関谷良一           | 神田正宏       | 集英社     | Vジャンプ                                             |                                                                                        |
| 1992年                                 | ブラッディ・ソルジャー                               | 榊竜哉             | 坂本眞一       | 集英社     | 週刊少年ジャンプ 増刊1992オータムサマースペシャル掲載 |                                                                                        |
| 1993年                                 | ブラッディ・ソルジャーOMEGA                          | 榊竜哉             | 坂本眞一       | 集英社     | 週刊少年ジャンプ                                      |                                                                                        |
| 1993年 - 1997年                        | ウルトラマン超闘士激伝                               | 瑳川竜             | 栗原仁         | 講談社     | コミックボンボン                                      |                                                                                        |
| 1994年                                 | ブレスオブファイア -翼の王女-                        | 沢村烈             | ハヤトコウジ   | 集英社     | 月刊少年ジャンプ                                      | ブレス オブ ファイアの漫画化作品                                                       |
| 1994年 - 1995年                        | ブレスオブファイア -小さな冒険者-                    | 沢村烈（原案協力） | ハヤトコウジ   | 集英社     | 月刊少年ジャンプ                                      | ブレス オブ ファイアの漫画化作品                                                       |
| 1994年                                 | マッスルボマー 特別編                                | 沢村烈             | 柳田東一郎     | 集英社     | 週刊少年ジャンプ                                      | マッスルボマーの漫画化作品                                                             |
| 1994年                                 | リングの救世主 -ハイブリッドレスラー船木誠勝物語-    | 沢村烈             | 柳田東一郎     | 集英社     | 週刊少年ジャンプ掲載                                  |                                                                                        |
| 1995年                                 | ドリームチェイサー 鈴木みのる物語                    | 沢村烈             | 柳田東一郎     | 集英社     | 週刊少年ジャンプ 増刊1995オータムスペシャル           |                                                                                        |
| 1998年                                 | サイドボーン                                         | 三条陸             | 林崎文博       | 集英社     | 月刊少年ジャンプ                                      |                                                                                        |
| 1999年                                 | ギルツ -Guilts the Sun Blade-                        | 三条陸             | 加地君也       | 集英社     | 赤マルジャンプ 1999Spring                             |                                                                                        |
| 2000年 - 2001年                        | ぞくぞくヒーローズ                                   | 十八VAN PLANNING   | まつやまいぐさ | 小学館     | 小学三年生 小学四年生                                 | ぞくぞくヒーローズの漫画作品 キャラクターデザイン：樫本学ヴ                            |
| 2001年 - 2003年                        | あまえんぼーZ                                        | 三条陸             | 戸橋ことみ     | 富士見書房 | ドラゴンJr.                                           | ビジュアライザー：木村貴宏                                                             |
| 2001年                                 | 光閃堂がいく!                                        | 瑳川竜             | 瀬上あきら     | 小学館     | 週刊少年サンデー超                                    |                                                                                        |
| 2001年                                 | DRAGON QUEST IV外伝 -地獄の迷宮-                     | 三条陸             | 稲田浩司       | 集英社     | 月刊少年ジャンプ                                      | ドラゴンクエストシリーズの漫画化作品 監修：堀井雄二                                    |
| 2002年 - 2006年 2016年 2018年 - 連載中 | 冒険王ビィト                                         | 三条陸             | 稲田浩司       | 集英社     | 月刊少年ジャンプ ジャンプSQ.CROWN ジャンプSQ.RISE     |                                                                                        |
| 2006年 - 2007年                        | ラビダビスター!                                      | 三条陸             | 亜月亮         | 集英社     | マーガレット                                          |                                                                                        |
| 2014年 - 2020年                        | ウルトラマン超闘士激伝 新章                          | 瑳川竜             | 栗原仁         | バンダイ   | オフィシャルサイト                                    |                                                                                        |
| 2015年                                 | クリメイターズ                                       | 三条陸             | 椎橋寛         | 集英社     | 週刊少年ジャンプ                                      |                                                                                        |
| 2017年 - 連載中                        | 風都探偵                                             | 三条陸（脚本）     | 佐藤まさき     | 小学館     | 週刊ビッグコミックスピリッツ                          | 仮面ライダーWの漫画化 原作：石ノ森章太郎 監修：塚田英明 クリーチャーデザイン：寺田克也 |
| 2018年                                 | ジガ -ZIGA-                                          | 佐野ロクロウ       | 肥田野健太郎   | 集英社     | 週刊少年ジャンプ                                      |                                                                                        |
| 2020年 - 連載中                        | ドラゴンクエスト ダイの大冒険 勇者アバンと獄炎の魔王 | 三条陸             | 芝田優作       | 集英社     | Vジャンプ                                             | ドラゴンクエストシリーズの漫画化作品                                                   |

### アニメ
- 装鬼兵MDガイスト（1986年）
  - 装鬼兵MDガイスト2 デスフォース（1995年）
- 強殖装甲ガイバー（1989年 - 1990年）全6話執筆
- 聖獣機サイガード -CYBERNETICS・GUARDIAN-（1989年）
- ウルトラマン超闘士激伝（1996年）瑳川竜名義[4]
- ガイキング LEGEND OF DAIKU-MARYU（2005年 - 2006年）シリーズ構成、全39話中18話執筆
- 祝!(ハピ☆ラキ)ビックリマン（2006年 - 2007年）シリーズ構成[注釈 7]、全46話中17話執筆
- ゲゲゲの鬼太郎 第5シリーズ（2007年 - 2009年）シリーズ構成[注釈 8]、全100話中38話執筆
- デジモンクロスウォーズシリーズ（2010年 - 2012年）シリーズ構成、全79話中36話執筆
- 風都探偵（2022年）脚本監修

### ゲーム
- 邪聖剣ネクロマンサー（シナリオ）
- ぞくぞくヒーローズ（原作、シナリオ）
- ライゼリート エフェメラルファンタジア（シナリオ）
- デジモンストーリー　超クロスウォーズ　レッド/ブルー（シナリオ）
- デジモンアドベンチャー（シナリオ制作）
- ドラゴンクエスト ダイの大冒険 クロスブレイド（メイロ&ダムドの設定）[40]
- ドラゴンクエスト ダイの大冒険 魂の絆（『絆の旅路』パート ストーリー原案）

### 特撮
太字はメインライターを担当した作品。特記なきものは脚本としての参加。
- スーパー戦隊シリーズ
  - 魔法戦隊マジレンジャー（2005年 - 2006年）魔法呪文考案（ノンテロップ）
  - 獣電戦隊キョウリュウジャー（2013年 - 2014年）全48話執筆
  - 魔進戦隊キラメイジャー（2020年）全45話中4話執筆
- キューティーハニー THE LIVE（2007年）13話のみ執筆
- 仮面ライダーシリーズ
  - 仮面ライダーW（2009年 - 2010年）全49話中25話執筆
  - 仮面ライダーフォーゼ（2011年 - 2012年）全48話中18話執筆
  - 仮面ライダードライブ（2014年 - 2015年）全48話中29話執筆
  - 仮面ライダーゼロワン（2019年 - 2020年）全45話中2話執筆
- シージェッター海斗特別編（2014年）
- ガルーダの戦士ビマX（2014年 - 2015年）全50話中11話執筆
- 手裏剣戦隊ニンニンジャーVS仮面ライダードライブ 春休み合体1時間スペシャル（2015年）

### 映画
- 劇場版 ゲゲゲの鬼太郎 日本爆裂!!（2008年）シリーズ構成、脚本
- 平成仮面ライダーシリーズ
  - 仮面ライダー×仮面ライダー W&ディケイド MOVIE大戦2010（2009年）[注釈 9]
  - 仮面ライダーW FOREVER AtoZ/運命のガイアメモリ（2010年）
  - 仮面ライダー×仮面ライダー オーズ&ダブル feat.スカル MOVIE大戦CORE（2010年）[注釈 10]
  - 仮面ライダー×仮面ライダー ドライブ&鎧武 MOVIE大戦フルスロットル（2014年）[注釈 11]
  - 劇場版 仮面ライダードライブ サプライズ・フューチャー（2015年）
- PIECE 〜記憶の欠片〜（2012年）
- スーパー戦隊シリーズ
  - 劇場版 獣電戦隊キョウリュウジャー ガブリンチョ・オブ・ミュージック（2013年）
  - 獣電戦隊キョウリュウジャーVSゴーバスターズ 恐竜大決戦! さらば永遠の友よ（2014年）

### オリジナルビデオ
- 仮面ライダーシリーズ
  - 仮面ライダーW RETURNS 仮面ライダーエターナル（2011年）
  - ドライブサーガ（2016年）
    - 仮面ライダーチェイサー
    - 仮面ライダーマッハ/仮面ライダーハート[注釈 12]
- 帰ってきた獣電戦隊キョウリュウジャー 100 YEARS AFTER（2014年）

### 配信ドラマ
- 仮面ライダーシリーズ
  - ネット版 仮面ライダーW FOREVER AtoZで爆笑26連発（2010年）[注釈 13]
  - ネット版 仮面ライダーフォーゼ みんなで授業キターッ!（2012年）
  - ドライブサーガ 仮面ライダーブレン（2019年）[41]

### 舞台
- 仮面ライダーフォーゼ ファイナルステージ（2012年）
- 仮面ライダードライブ ファイナルステージ（2015年）
- 風都探偵 The STAGE（2022年）脚本監修

### 小説
- 仮面ライダーW 〜Zを継ぐ者〜（2012年）

### ドラマCD
- ドライブサーガ 仮面ライダーマッハ夢想伝（2016年）

### 随筆
- 『三条陸 HERO WORKS』集英社、2023年、ISBN 978-4-08-790117-7。

## 出演

### オリジナルビデオ
- 仮面ライダーW RETURNS 仮面ライダーエターナル（2011年7月、東映Vシネマ） - スイーツの男 役[42]

### テレビ
- 獣電戦隊キョウリュウジャー ブレイブファイナル（2013年、テレビ朝日系列） - カメオ出演[43]
- こんなところにあるあるが。土曜・あるある晩餐会「歴代仮面ライダーが大集合！ 今夜は仮面を脱いで禁断の裏話も答えますあるある」（2017年8月5日（土）放送分、テレビ朝日系列）[44]

### ラジオ
- TOKYO M.A.A.D SPIN「ゆう坊＆マシリトのKosoKoso放送局」（2023年11月27日深夜、J-WAVE） - 稲田浩司と共にゲスト[45]
- TOKYO M.A.A.D SPIN「三条陸＆サイトーブイのそこそこイイ話」（2024年4月27日 - J-WAVE）※毎月第4土曜日レギュラー。サイトーブイと共演[46]